# Soccer City
Soccer City (Afrikaans: Sokkerstad), of First National Bank Stadium (FNB stadium), is een voetbalstadion gelegen in Johannesburg, Zuid-Afrika. Het stadion is gebouwd in 1986 en had destijds een capaciteit van 80.000 toeschouwers. Vanwege het wereldkampioenschap voetbal 2010 heeft een renovatie plaatsgevonden en is het aantal zitplaatsen uitgebreid naar 94.700, waarmee Soccer City het grootste voetbalstadion is van het Afrikaanse continent. Het maximaal aantal toeschouwers tijdens het WK voetbal lag echter op 84.490, onder andere vanwege gereserveerde plaatsen voor de pers. Op 11 juni 2010 vond hier de openingsceremonie en de openingswedstrijd tussen Zuid-Afrika en Mexico plaats. Op 11 juli 2010 werd hier de finale tussen Nederland en Spanje gespeeld.
Het stadion is de thuisbasis van de voetbalploeg Kaizer Chiefs. In het stadion worden ook (rock)concerten gegeven.

## Ligging
Het stadion is gelegen in de buurt van Soweto en het National Exhibition Centre. Naast het stadion ligt de thuisbasis van de South African Football Association (SAFA House), waar voor het WK voetbal de kantoren van de FIFA en de kantoren van het Local Organising Committee waren gehuisvest.

## Speciale gebeurtenissen

### Wereldkampioenschap voetbal 2010
Vanwege het WK voetbal 2010 in Zuid-Afrika heeft het stadion een verbouwing ondergaan. Het stadion biedt tijdens het WK plaats aan 84.490 toeschouwers, waarmee dit het grootste stadion van het WK is. De renovatie is gedaan door het Nederlandse bouwbedrijf BAM.
Wedstrijden tijdens het WK
| Datum        | Tijd (UTC+2) | Team #1     | Uitslag         | Team #2    | Ronde          | Toeschouwers |
| ------------ | ------------ | ----------- | --------------- | ---------- | -------------- | ------------ |
| 11 juni 2010 | 16:00        | Zuid-Afrika | 1 – 1           | Mexico     | Groep A        | 84.490       |
| 14 juni 2010 | 13:30        | Nederland   | 2 – 0           | Denemarken | Groep E        | 83.465       |
| 17 juni 2010 | 13:30        | Argentinië  | 4 – 1           | Zuid-Korea | Groep B        | 82.174       |
| 20 juni 2010 | 20:30        | Brazilië    | 3 – 1           | Ivoorkust  | Groep G        | 84.455       |
| 23 juni 2010 | 20:30        | Ghana       | 0 – 1           | Duitsland  | Groep D        | 83.391       |
| 27 juni 2010 | 20:30        | Argentinië  | 3 – 1           | Mexico     | Achtste finale | 84.377       |
| 02 juli 2010 | 20:30        | Uruguay     | 1 – 1 (p.4 – 2) | Ghana      | Kwartfinale    | 84.017       |
| 11 juli 2010 | 20:30        | Nederland   | 0 – 1           | Spanje     | Finale         | 84.490       |

### Nelson Mandela
In 1990 gaf Nelson Mandela hier een speech na zijn vrijlating. Hij was ook nog aanwezig tijdens de finale van het WK 2010.

Nadat Mandela op 5 december 2013 was overleden, werd hier op dinsdag 10 december een herdenkingsbijeenkomst gehouden.